# Акведук Валента
Акведук Валента (греч. Υδραγωγείο του Δύναμο), Боздоган (тур. Bozdoğan Kemeri) — мост акведука, являющийся частью водопроводной системы Константинополя. Расположен в старой части Стамбула (Константинополя) на бульваре Ататюрка. Акведук является одним из символов города.
Акведук построен в период правления императора Валента приблизительно в 368—375 годах и являлся очень важным этапом в развитии водопроводной системы Константинополя — он соединил два холма города. Его первоначальная длина составляла более 1000 метров, а максимальная высота 26 метров. В наше время сохранившаяся часть акведука имеет длину 971 метр и максимальную высоту 20 метров (за счёт поднятия уровня земли). При строительстве использовались камни из стен Халкидона. По свинцовым трубам, проложенным по верху акведука, вода поступала в город вплоть до середины XIX века.
В настоящее время акведук является туристической достопримечательностью Стамбула, под ним проходит оживлённая автомагистраль города — бульвар Ататюрка.